# Tamalameque
Tamalameque là một khu tự quản thuộc tỉnh Cesar, Colombia. Thủ phủ của khu tự quản Tamalameque đóng tại Tamalameque Khu tự quản Tamalameque có diện tích 224 ki lô mét vuông. Đến thời điểm ngày 28 tháng 5 năm 2005, khu tự quản Tamalameque có dân số 13134 người.